# Lisa Deprez
Lisa Deprez is een personage uit de Vlaamse ziekenhuisserie Spoed dat werd gespeeld door Tatyana Beloy. Ze was een vast gastpersonage in seizoen 11 (2007-2008).

## Personage
Lisa Deprez wordt aan het begin van seizoen 11 aangesteld door het nieuwe diensthoofd Andrea Leroy als de nieuwe baliebediende. Ze wordt de vervangster van Bea Goossens, die haar oude job als verpleegster weer gaat oppakken. De rol van baliebediende zal in seizoen 11 naar de achtergrond verdwijnen, vandaar dat er weinig over haar bekend is.